# 变异系数
变异系数（英語：coefficient of variation，CV）又称变差系数、离差系数、离散系数，在概率论和统计学中，是概率分布离散程度的一个归一化量度，其定义为标准差{\displaystyle \ \sigma }与平均值{\displaystyle \ \mu }之比：
{\displaystyle c_{v}={\sigma  \over \mu }}
变异系数只在平均值不为零时有定义，而且一般适用于平均值大于零的情况。变异系数也被称为标准离差率或单位风险。
变异系数只对由比率标量计算出来的数值有意义。举例来说，对于一个气温的分布，使用开尔文或摄氏度来计算的话，σ开尔文=σ摄氏度，μ开尔文=μ摄氏度+273，因此此處使用不同的温标的话得出的变异系数是不同的。使用区间标量得到的变异系数是没有意义的。

## 变异系数与标准差

### 优点
比起标准差来，变异系数的好处是不需要参照数据的平均值。变异系数是一个，因此在比较两组不同或均值不同的数据时，应该用变异系数而不是标准差来作为比较的参考。

### 缺陷
1. 当平均值接近于0的时候，微小的扰动也会对变异系数产生巨大影响，因此造成精确度不足。
2. 变异系数无法发展出类似于均值的置信区间的工具。

## 应用
变异系数在概率论的许多分支中都有应用，比如说在更新理论、排队理论和可靠性理论中。在这些理论中，指数分布通常比正态分布更为常见。
由于指数分布的标准差等于其平均值，所以它的变异系数等于一。变异系数小于一的分布，比如爱尔朗分布称为低差别的，而变异系数大于一的分布，如超指数分布则被称为高差别的。